# 撫養町岡崎
撫養町岡崎（むやちょうおかざき）は、徳島県鳴門市の大字。郵便番号は772-0013。

## 地理
鳴門市の東部に位置する。西は撫養町弁財天に接し、南は撫養町林崎に接し、北は小鳴門海峡に面する。南は妙見山の山裾として広がる。およそ住宅・商業・保養地。当地は岡崎海岸の岡崎海水浴場で知られていたが、海水浴場は1999年（平成11年）をもって閉鎖された。
岡崎桟橋から阿淡連絡汽船が淡路島の福良と結んでいた。しかし、1985年（昭和60年）6月の大鳴門橋完成に伴い廃止された。山裾には西宮神社・観音堂・蓮花寺があり、同寺にある木造阿弥陀如来立像は市文化財に指定されている。

### 河川
- 撫養川

### 小字
- 二等道路西
- 二等道路東

## 歴史
江戸期から1889年（明治22年）の町村制施行までは岡崎村として単独の村であった。寛文4年（1664年）以前は坂東郡、寛文4年以降は板野郡に属した。明治22年に同郡撫養町の大字となった。1947年（昭和22年3月）には鳴南市、同年5月より現在の鳴門市の字名となる。

## 世帯数と人口
2022年（令和4年）7月31日現在の世帯数と人口は以下の通りである。
| 町丁       | 世帯数  | 人口  |
| ---------- | ------- | ----- |
| 撫養町岡崎 | 244世帯 | 498人 |

## 小・中学校の学区
市立小・中学校に通う場合、学区は以下の通りとなる。
| 番地 | 小学校             | 中学校             |
| ---- | ------------------ | ------------------ |
| 全域 | 鳴門市立林崎小学校 | 鳴門市立第二中学校 |

## 交通

### バス
徳島バス
- 岡崎

## 施設
- 蓮花寺

### かつて存在した施設
- 岡崎海水浴場